# Inmigración chilena en Suecia
La inmigración chilena en Suecia se refiere a las personas de nacionalidad chilena que emigran al Reino de Suecia.
La comunidad chilena en Suecia es la mayor de latinoamericanos y la segunda más importante en Europa después de la que radica en España. Además, se constituye como la diáspora chilena más numerosa fuera de América por razones políticas. El grupo más representativo proviene de las ciudades de Valparaíso y de Concepción. Se desempeñan principalmente como investigadores y comerciantes. Los chilenos se han concentrado principalmente en las comunidades de Estocolmo y Gotemburgo aunque hay importantes comunidades en todo el país.
Un censo realizado en el 2005 por el Instituto Nacional de Estadísticas de Chile, junto con la Dirección para la Comunidad de Chilenos en el Exterior (DICOEX), revela una cifra que supera los 42 000 residentes en el exilio (aunque cifras oficiales revelan 60.000 incluyendo descendientes), de ellos, el 50.1 % vive en la República Argentina, el 13.3 % en los Estados Unidos y el 4.9 % en Suecia. En cualquier caso, ese número no refleja a los chilenos que por temor a ser expulsados —al estar viviendo en Suecia de manera ilegal— no se inscribieron en el consulado y tampoco a un sector radicalizado de antiguos exiliados que, por no estar conformes con el gobierno de la Concertación, optaron igualmente por no hacerlo.

## Historia
Antes del comienzo de la dictadura de Augusto Pinochet, la emigración chilena a Suecia era prácticamente inexistente. Luego del golpe de Estado que derrocó a Salvador Allende, en 1973, numerosos chilenos escaparon de la persecución política contra marxistas impuesta por Pinochet. Miles de los exiliados buscaron asilo político en Suecia. Esto fue posible gracias a la influencia de Olof Palme durante el gobierno de Allende, pero las relaciones entre estos dos países se vieron alteradas y bajaron de nivel la representación diplomática. La fuerte afluencia de chilenos generó también reacciones contrarias entre los sectores más conservadores del país, lo cual favoreció que algunos miembros de organizaciones de extrema derecha fundaran la Sociedad Chile-Suecia, con el fin de hacer propaganda del régimen militar y frenar la llegada de exiliados.
En estos años, miles de chilenos huyeron también hacia otros destinos de Europa en calidad de refugiados. Alemania fue unos de sus principales destinos masivos, en especial la República Democrática Alemana, aunque la sociedad de ambas Alemanias se solidarizó con los inmigrantes latinoamericanos.